# Dipsas gracilis
Dipsas gracilis är en ormart som beskrevs av Boulenger 1902. Dipsas gracilis ingår i släktet Dipsas och familjen snokar. Inga underarter finns listade i Catalogue of Life.
Arten förekommer i Ecuador. Fynd från södra Colombia och norra Peru som ursprungligen räknades till denna art tillhör antagligen andra arter. Dipsas gracilis lever i låglandet och i bergstrakter upp till 1200 meter över havet. Denna orm hittas i tropiska regnskogar och där ofta i buskar. Honor lägger ägg.
I några regioner hotas beståndet av intensivt skogsbruk samt av skogens omvandling till jordbruks- eller betesmark, inklusive fruktodlingar. Dipsas gracilis är fortfarande vanligt förekommande. IUCN listar arten som livskraftig (LC).